# Вільйодре
Вільйодре (ісп. Villodre) — муніципалітет в Іспанії, у складі автономної спільноти Кастилія-і-Леон, у провінції Паленсія. Населення — 22 особи (2010).
Муніципалітет розташований на відстані близько 210 км на північ від Мадрида, 32 км на північний схід від Паленсії.

## Демографія
Динаміка населення (INE ):